# Принцеза (филм)
Принцеза (енгл. The Princess) амерички је епски, фантастични и акциони филм из 2022. године, у режији Ле-Вана Кијета. Главне улоге глуме: Џои Кинг, Доминик Купер, Олга Куриленко и Вероника Нго.
Приказан је 1. јула 2022. за Hulu у САД, односно Disney+ у Србији.

## Радња
Када прелепа принцеза снажне воље одбије да се уда за окрутног социопата за кога је верена, она бива киднапована и закључана у забаченој кули замка свог оца. Са својим презреним, осветољубивим просцем који намерава да преузме очев престо, принцеза мора да заштити своју породицу и спасе своје краљевство.— 

## Улоге
| Глумац         | Улога    |
| -------------- | -------- |
| Џои Кинг       | Принцеза |
| Доминик Купер  | Џулијус  |
| Олга Куриленко | Мојра    |
| Вероника Нго   | Лин      |
| Ед Стопард     | Краљ     |
| Алекс Рид      | Краљица  |